# Teresa Szparago
Teresa Jadwiga Szparago (ur. 17 marca 1936 w Drzewcach) – polska chemik i polityk, posłanka na Sejm PRL IX kadencji.

## Życiorys
Ukończyła Technikum Chemiczne w Zgierzu. Od 1955 do 1957 studiowała na Wydziale Matematyki, Fizyki, Chemii Uniwersytetu Łódzkiego. Pracowała w Zakładach Azotowych w Kędzierzynie. W latach 1958–1970 pracowała naukowo-dydaktycznie w zakresie chemii analitycznej w Instytucie Ciężkiej Syntezy Organicznej w Blachowni Śląskiej. W 1971 została mistrzem w laboratorium w Zakładach Azotowych „Włocławek”. W latach 1985–1989 pełniła mandat posłanki na Sejm PRL IX kadencji w okręgu Włocławek z ramienia Polskiej Zjednoczonej Partii Robotniczej, zasiadając w Komisji Ochrony Środowiska i Zasobów Naturalnych.
Otrzymała Złotą Odznakę „Za zasługi dla przemysłu chemicznego”.